# 'Round Midnight
'Round Midnight (anche 'Round About Midnight) è uno standard jazz composto da Thelonious Monk e Cootie Williams con testo di Bernie Hanighen. Si tratta di uno degli standard più noti ed eseguiti in assoluto, e secondo molti interpreti anche uno dei più difficili, sia per la difficoltà espressiva del tema, che per l'insolito giro armonico. Non sono rare le esecuzioni in cui le improvvisazioni sono omesse e il brano viene eseguito quasi come una composizione classica.

## Storia
La composizione è datata 1944 e si pensa che sia stata scritta nel 1940 o nel 1941, ma, secondo Harry Colomby (manager del pianista a partire dagli anni cinquanta), Monk nel 1936 (a 19 anni) ne aveva già scritta una versione intitolata Grand Finale. Una versione preliminare del brano oggi noto, con testo scritto da un'amica del vicinato dell'autore di nome Thelma Elizabeth Murray, fu di certo depositata nel 1943 con il titolo I Need You So; si trattava della prima composizione dove Thelonious Monk compariva come compositore principale, ma non fu mai registrata. Il pezzo, rivisitato e con un nuovo titolo, fu registrato per la prima volta nell'agosto del 1944 da Cootie Williams con l'amico di Monk Bud Powell al piano: 'Round Midnight finì poi per diventare la sigla dell'orchestra. Secondo Colomby, Cootie Williams voleva suonare ed incidere quella canzone per la sua orchestra, e diede per questo, e per l'attribuzione, 300 dollari a Monk. Poco dopo Bernie Hanighen scrisse le parole, e Monk fu obbligato a dividere l'attribuzione ed i diritti anche con lui: il brano fu depositato infatti nel novembre del 1944 con anche il nome del paroliere, cosa di cui probabilmente né Monk né Thelma E. Murray erano a conoscenza. Nel 1945 il brano con relativo testo fu nuovamente depositato proprio con il titolo Grand Finale, ma mai registrato durante la carriera di Monk con questa denominazione. Monk registrò il pezzo più volte in prima persona nel corso di molti decenni, pare iniziando con una registrazione con l'orchestra di Dizzy Gillespie nel 1946. Gillespie aggiunse un'introduzione e una cadenza finale (con variazioni) che furono poi adottate anche da Monk e vengono oggi eseguite nella maggior parte delle performance. Esistono poi molte altre registrazioni in studio tra cui una versione solistica del 1968 per la Columbia Records. Monk suonò questo pezzo (ancora in versione solistica) nella sua ultima sessione in studio il 15 novembre 1971 a Londra. Una versione dal vivo al Five Spot Cafè col suo quartetto del 1958 (con Johnny Griffin al sax tenore) è sulla riedizione dell'album Misterioso.
Miles Davis suonò il brano nel 1955 al Festival di Newport, in un'esibizione che segnò il suo riemergere da un periodo di quasi silenzio (dovuto in parte ai suoi problemi di droga) e risvegliò l'interesse del pubblico e della critica. Davis passò alla Columbia l'anno successivo e il suo primo album fu intitolato 'Round About Midnight e aveva 'Round Midnight come primo brano. (La riedizione del 2005 contiene la registrazione di Newport come extra). Altre registrazioni di Davis che includono 'Round Midnight sono su Miles Davis and the Modern Jazz Giants (Prestige) nel 1956, oltre a una versione del 1953 (sempre Prestige, con Sonny Rollins e Charlie Parker) e una del 1958 con Michel Legrand. Davis tenne la canzone in repertorio almeno fino al 1969, quando, già in pieno "periodo elettrico", aveva ormai abbandonato tutti gli altri standard che lo avevano reso famoso, come My Funny Valentine.
Al di là dei protagonisti dell'era hard bop che l'ha originato, si può dire che nessun musicista jazz abbia omesso di confrontarsi con questo brano: alcuni - specie tra i pianisti - ne hanno fatto una parte integrante delle proprie performance (ad esempio George Cables). Per questo ogni elenco di incisioni di questo brano ha un valore più indicativo che esaustivo.

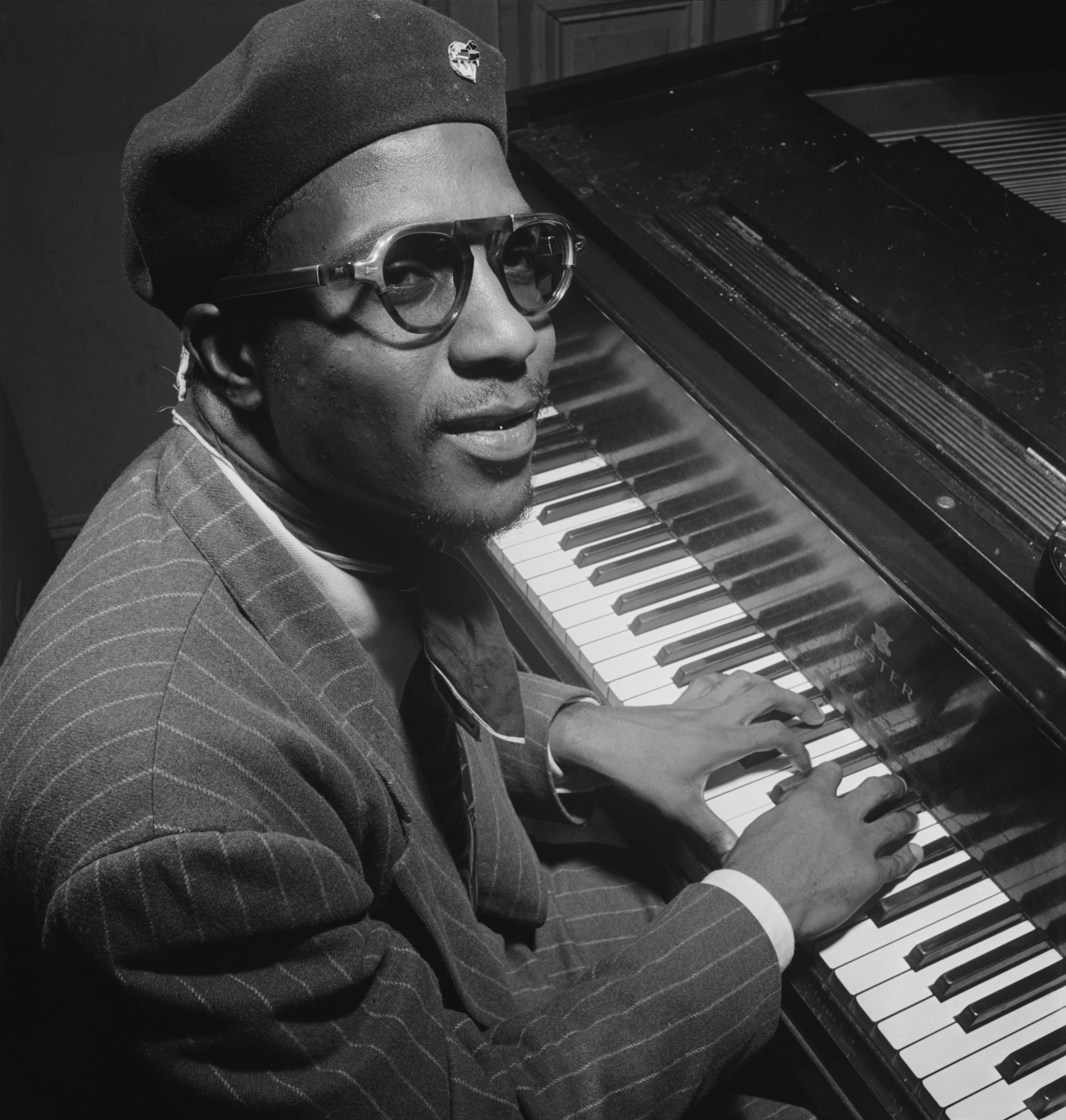
Thelonious Monk.

(Miles Davis, "L'autobiografia con Nat Hentoff")

## Progressione armonica
| A | Mibm Do-7b5  | Fa-7b5 Sib7alt | Mibm7 Lab7   | Sim7 Mi7 Sibm7 Mib7 | Labm7 Db7        | Mib-7 Lab7 | Si7      | Sib7      |
| A | Mibm Do-7b5  | Fa-7b5 Sib7alt | Mibm7 Lab7   | Sim7 Mi7 Sibm7 Mib7 | Labm7 Db7        | Mib-7 Lab7 | Si7 Sib7 | Mib-7     |
| B | Dom7b5 Fa7b9 | Sib7           | Dom7b5 Fa7b9 | Sib7                | Lab-7 Db7 Gbmaj7 | Dob7 Sib7  | Mib7 Db7 | Dob7 Sib7 |
| A | Mibm Do-7b5  | Fa-7b5 Sib7alt | Mibm7 Lab7   | Sim7 Mi7 Sibm7 Mib7 | Labm7 Db7        | Mib-7 Lab7 | Si7 Sib7 | Mib-7     |

## Analisi melodica e armonica
L'esecuzione standard è a tempo molto lento (non di rado a 60 bpm), con un andamento libero e notturno che si presta a molte variazioni ed abbellimenti, soprattutto nelle esecuzioni pianistiche.
La tonalità è minore e l'evoluzione del tema presenta numerosi cromatismi che producono gli effetti di scordatura tipici delle composizioni di Monk.
La firma del brano è indubbiamente costituita dall'arpeggio in semicrome seguito dalla minima puntata. Questo motivo è quasi invariabilmente citato anche nelle (non infrequenti) esecuzioni che deformano il tema fino all'irriconoscibilità ed è sufficiente ad identificarlo.
La frase è completata da una coda discendente e questo motivo di due battute viene ripetuto 3 volte (con variazione della coda) trasponendolo di un intervallo di quarta ascendente. La parte A si chiude con una cadenza discendente che (nel ritornello) risale alla tonica.
La parte B è costituita dalla ripetizione antifonale di un motivo di due battute seguito ancora da due cadenze discendenti.
Dal punto di vista armonico, la parte A si basa su una progressione i - vi - ii7 - V7 (misure 1-2) seguita da una sequenza i-IV (misura 3) e una modulazione discendente che sottolinea l'andamento del tema e porta ad un breve cambio alla tonalità della sottodominante (la sequenza Sib-7 Eb7 che allude a una progressione ii-V7-I di Lab). Dopo una breve escursione in Solb (misura 5) viene reintrodotta la tonalità principale seguita da una nuova modulazione discendente.
La sezione B inizia con una progressione vi7(b5)-II7-V7 ripetuta due volte e seguita da una sequenza ii-V7-I nella tonalità di Solb maggiore, seguita da una serie di accordi coloristici che riportano alla reiterazione della parte A.